# ドラジャン・イェルコヴィッチ
ドラジャン・イェルコヴィッチ （Dražan Jerković, 1936年8月6日 - 2008年12月9日） は、ユーゴスラビア（クロアチア）出身のサッカー選手、サッカー指導者。選手時代のポジションはフォワード。

## 経歴
ユーゴスラビア代表としては1960年5月11日に行われたイングランド代表との国際親善試合でデビューをした。1962年にチリで開催された1962 FIFAワールドカップで4得点を挙げ、ガリンシャ、ババ、レオネル・サンチェス、アルベルト・フローリアーン、ワレンチン・イワノフと並び得点王となった。1964年9月27日に行われたオーストリア代表戦を最後に代表から退くまで、国際Aマッチ21試合に出場し11得点を記録した。
クラブレベルでは1954年から1965年にかけてディナモ・ザグレブに在籍するとリーグ戦142試合に出場し96得点を記録、1957–58シーズンにはリーグ優勝に貢献し1961-62シーズンにはリーグ得点王となった。1965年にベルギーのKAAヘントへ移籍したが1シーズン限りで現役を引退した。
引退後は指導者となり、ディナモ・ザグレブやNKザグレブといったクラブチームのほか、1990年に発足したクロアチア代表の初代監督を務めた。
晩年は糖尿病を患い、2008年12月9日に死去した。

## 代表歴
- 1962 FIFAワールドカップ: 6試合 4得点